# World Cup Italia '90
World Cup Italia '90 är ett fotbollsspel av Sega till Sega Mega Drive och Sega Master System, släppt 1990. För första gången använde det officiella licenserade VM-spelet för turneringen den officiella logotypen, och maskoten. Spelet använder officiella grupper, lag och turneringens spelschema.
Spelet porterades av US Gold till DOS, Amiga, Atari ST, Commodore 64 och ZX Spectrum . Efter turneringen släpptes spelet som World Championship Soccer och bytte senare namn till Sega Soccer på Mega 6-samlingskassetten till SEGA Mega Drive, och utan Virgin Mastertronic-listan. I Brasilien släpptes spelet som Super Futebol II.